# Robert Vorholt
Robert Vorholt (* 10. August 1970 in Münster) ist ein deutscher Theologe und Römisch-katholischer Priester.

## Leben
Robert Vorholt wuchs in Münster-Kinderhaus auf und studierte katholische Theologie in Münster und Paris. Nach der Priesterweihe 1999 war er in der Seelsorge im Bistum Münster tätig. 2007 wurde er im Fach Exegese des Neuen Testaments an der Katholisch-Theologischen Fakultät der Ruhr-Universität Bochum promoviert und war wissenschaftlicher Mitarbeiter und Assistent bei Thomas Söding am Lehrstuhl Neues Testament an der Katholisch-Theologischen Fakultät in Bochum. Nach der Habilitation im April 2012 wurde er Privatdozent an der Ruhr-Universität.
Seit dem Studienjahr 2012/2013 lehrt er als ordentlicher Professor für Exegese des Neuen Testaments an der Universität Luzern und ist seit Oktober 2017 Dekan der Theologischen Fakultät.
Forschungsschwerpunkt liegt im Bereich der paulinischen Theologie.

## Werke (Auswahl)
- Der Dienst der Versöhnung. Studien zur Apostolatstheologie bei Paulus (Wissenschaftliche Monographien zum Alten und Neuen Testament. Band 118). Neukirchener-Verlag, Neukirchen-Vluyn 2008. ISBN 978-3-7887-2281-4.
- Das Osterevangelium. Erinnerung und Erzählung (Herders Biblische Studien. Band 73). Herder, Freiburg im Breisgau 2013. ISBN 978-3-451-30773-7.
- Flucht in der Bibel. Zwölf Geschichten von Not und Gastfreundschaft. topospremium, Kevelaer 2016. ISBN 978-3-8367-0018-4.
- mit Thomas Söding: Das Flüchtlingskind in Gottes Hand: Die Aktualität der Weihnachtsbotschaft. Patmos, Ostfildern 2016. ISBN 978-3-8436-0810-7.
- mit Christian Brüning: Die Frage des Bösen. Perspektiven des Alten und Neuen Testaments. Echter, Würzburg 2018. ISBN 978-3-429-02172-6.